# Budynek LOT-u
Budynek LOT-u (pierwotnie Dom Meblowy) – modernistyczny pawilon w śródmieściu Gdańska. Powstał na potrzeby sklepu meblowego, następnie należał do Polskich Linii Lotniczych LOT. Znajduje się w gminnej ewidencji zabytków.

## Historia

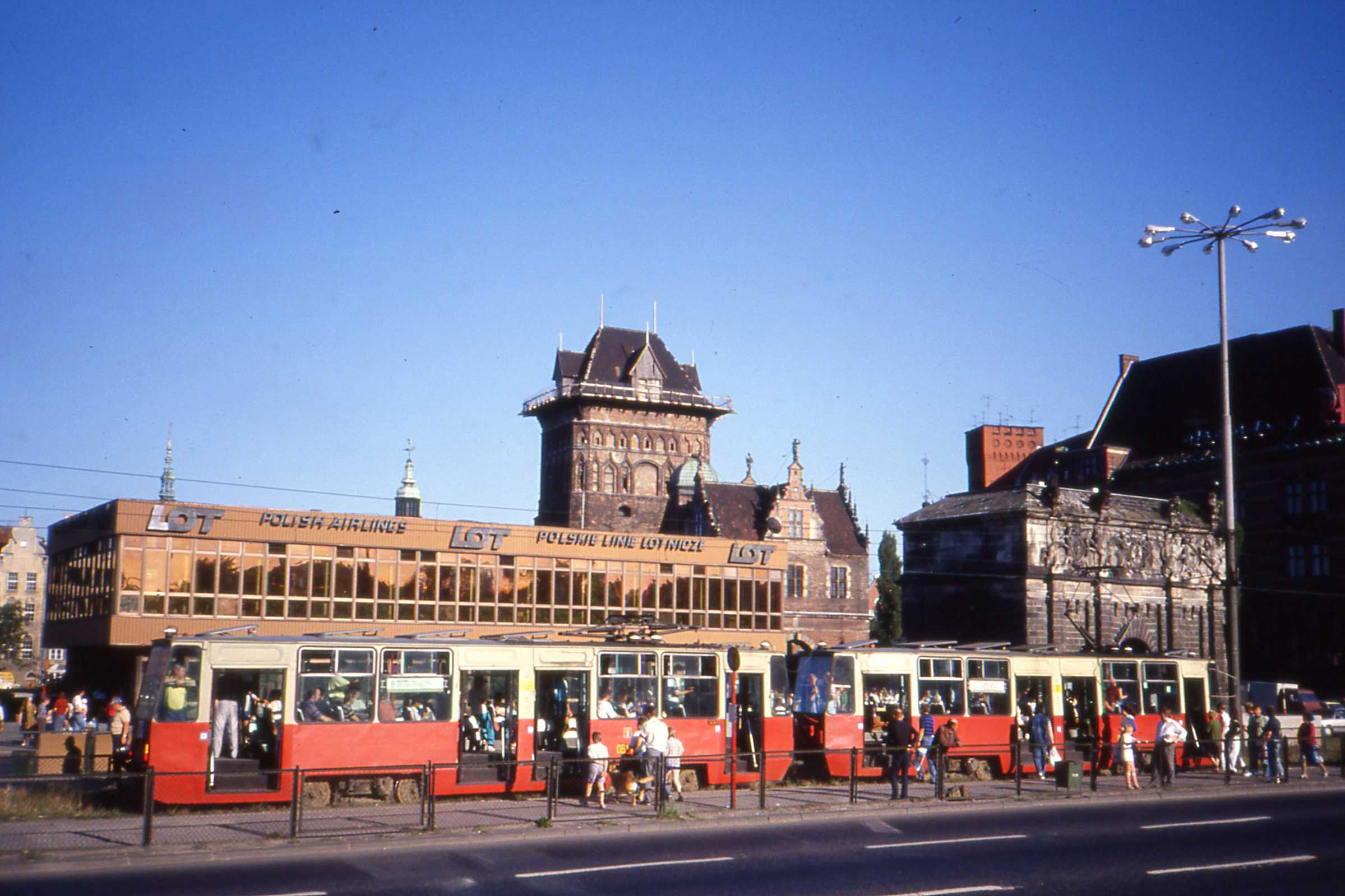
Budynek LOT-u i Brama Wyżynna w 1990 r.

Powstał w miejscu XVI-wiecznych fortyfikacji ziemnych i zniszczonego w czasie II wojny światowej XIX-wiecznego hotelu Danziger Hof. Budynek zaprojektował Lech Kadłubowski. Prace ziemne rozpoczęto w 1959 r., a właściwe prace budowlane na początku 1960. Pierwotnie planowano oddanie obiektu do użytku jesienią 1960, jednak budowa przedłużyła się z powodu niedoboru materiałów wykończeniowych. Ostatecznie dom meblowy został otwarty dopiero 27 listopada 1961, a prasa przezwała go "pałacem meblowym" czy "szklanym pałacem". W pawilonie prowadzono sprzedaż oraz prezentowano nowoczesne, wygodne meble. W celu sprawdzenia gustu klientów eksponowano prototypy mebli przed wprowadzeniem ich do produkcji. W 1979 budynek przebudowano i zaadaptowano na potrzeby biur i kas PLL LOT, w wyniku czego utracił swój pierwotny charakter. Przez lata przechodził kolejne modyfikacje pogarszające jego estetykę .
Od początku XXI w. planowano zastąpienie pawilonu nową zabudową. Proponowano też rekonstrukcję Danziger Hofu. W 2012 r. budynek wraz z dwiema działkami został kupiony za 12,5 mln zł przez firmę Elfeko S.A. z zamiarem wyburzenia pawilonu i budowy nowoczesnego obiektu przeznaczonego na hotel i biura. Inwestycja miała rozpocząć się w ciągu trzech lat i zakończyć w 2017 r.. Od 2013 r. przygotowywano konkurs architektoniczny na nową zabudowę, który ostatecznie ogłoszono dopiero w kwietniu 2017 r.. Konkurs był dwuetapowy. Wpłynęło 19 prac, z których do drugiego etapu zakwalifikowano sześć. Pierwszej nagrody nie przyznano, gdyż żadna z prac nie usatysfakcjonowała w pełni jury konkursu. Drugie miejsce zajęła pracownia KD Kozikowski Design, a wyróżnienie przyznano pracowni Eovastudio z Sewilli. Nagrodzony projekt spotkał się z falą krytyki. Zastrzeżenia miała też wojewódzka konserwator zabytków, z którą architekt uzgadniał poprawki do projektu. We wrześniu 2019 r. nowy wojewódzki konserwator zabytków wystąpił o opracowanie opinii na temat architektonicznych walorów dawnego pawilonu meblowego, a w styczniu 2020 r. odmówił rozbiórki obiektu, ponieważ posiada on cechy budynku zabytkowego, które powinny być chronione. Budynek wpisany jest do gminnej ewidencji zabytków.

## Architektura

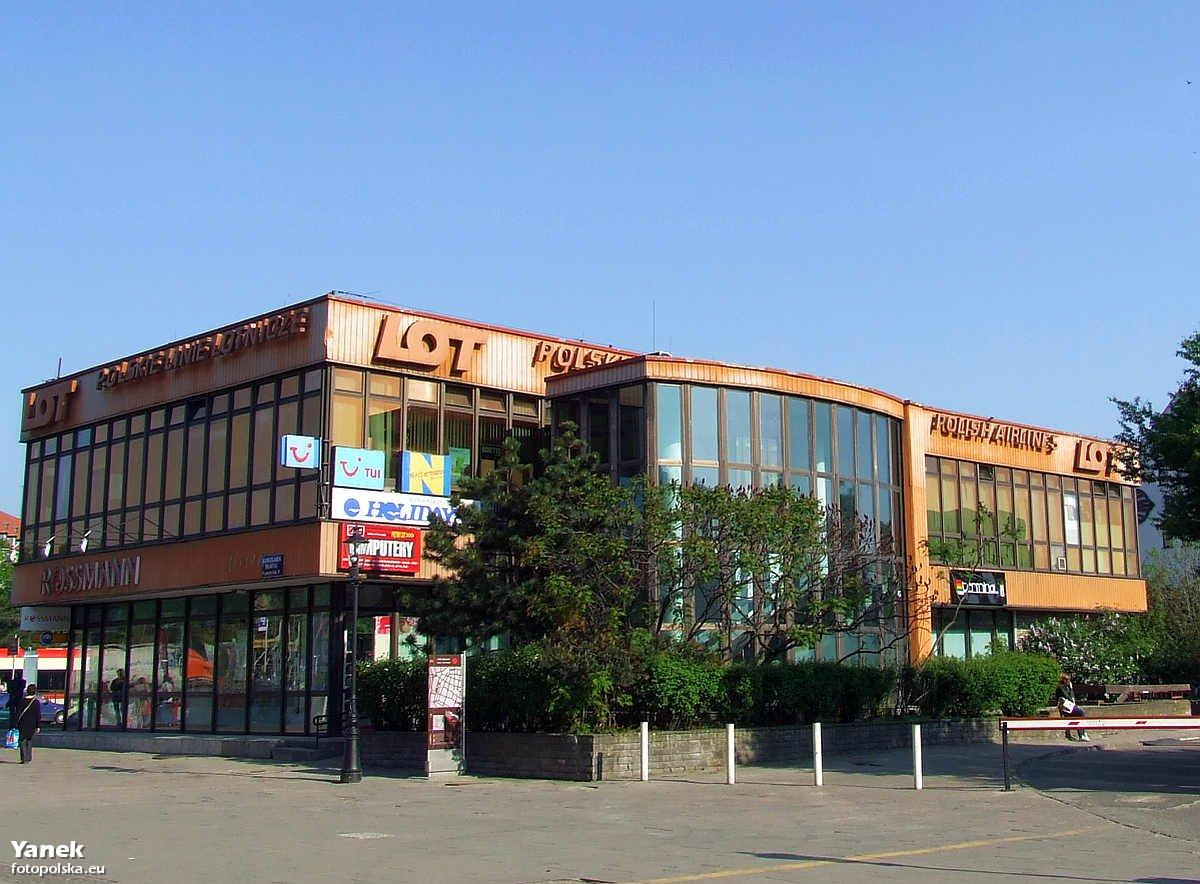
Budynek LOT-u od strony Targu Węglowego

Budynek znajduje się między Wałami Jagiellońskimi a Targiem Węglowym. Od południa sąsiaduje z Bramą Wyżynną. Składa się dwóch części, głównej prostopadłościennej bryły i asymetrycznego aneksu, mieszczącego klatkę schodową. Dolna kondygnacja jest cofnięta o jeden metr z każdej strony. Pierwotnie wszystkie elewacje były przeszklone, co zapewniało odpowiednie oświetlenie kompletów meblarskich oraz pozwalało na oglądanie ekspozycji także z zewnątrz. Ponieważ wysokość pawilonu odpowiada wielkości dawnego wału fortyfikacji, nie zasłania on widoku panoramy Głównego Miasta z Wałów Jagiellońskich . Powierzchnia budynku wynosi 1480 m².
Ze względu na położenie na początku Drogi Królewskiej, w sąsiedztwie przystanków tramwajowego i autobusowego oraz charakterystyczne, widoczne z daleka napisy "LOT", stał się punktem orientacyjnym i popularnym miejscem zbiórek i spotkań gdańszczan.